# Sparedrus concolor
Sparedrus concolor es una especie de coleóptero de la familia Oedemeridae.

## Distribución geográfica
Habita en Afganistán.